# Georges Grün
Georges Serge Grün (født 25. januar 1962 i Etterbeek, Belgien) er en tidligere belgisk fodboldspiller, der spillede som forsvarsspiller. Han var på klubplan tilknyttet Anderlecht i hjemlandet samt italienske AC Parma og AC Reggiana. Hos Anderlecht spillede han over to perioder sammenlagt ti sæsoner og var med til at vinde tre belgiske mesterskaber, samt UEFA Cuppen i 1983. Hos Parma var han en del af det hold der vandt Coppa Italia i 1992 og Pokalvindernes Europa Cup året efter.

## Landshold
Grün spillede mellem 1984 og 1995 77 kampe og scorede seks mål for det belgiske landshold. Han repræsenterede sit land ved både EM i 1984, VM i 1986, VM i 1990 og VM i 1994.

## Titler
Belgiske Mesterskab
- 1985, 1986 og 1987 med Anderlecht

Belgiske pokalturnering
- 1988 og 1989 med Anderlecht

Belgiske Super Cup
- 1985 og 1987 med Anderlecht

Coppa Italia
- 1992 med Parma

UEFA Cup
- 1983 med Anderlecht

Pokalvindernes Europa Cup
- 1993 med Parma